# 福建省將樂縣第一中學
福建省將樂县第一中學，簡稱將樂一中，是福建省三明市將樂縣的一所高級中學。

## 历史
该校成立於1939年，當時稱為將樂縣立初級中學。1955年，更名為福建省將樂中學。1958年9月，開始招收第一批高中生，並更名為福建省將樂县第一中學。1996年，被確定為二級達標學校。2001年，剝離初中，成為高級中學。